# 野村四郎
野村 四郎（のむら しろう、1936年（昭和11年）11月27日 - 2021年8月21日）は、観世流シテ方能楽師、東京芸術大学名誉教授、日本能楽会会長、観世会監事、銕仙会理事、人間国宝（重要無形文化財「能シテ方」の各個認定）保持者。

雪号の称号を許された2021年4月から死去まで野村 幻雪（のむら げんせつ）を名乗る。

## 家系
長男の野村昌司も観世流シテ方の能楽師だが、他の親族はいずれもみな和泉流の狂言方で、七世野村万蔵（野村萬）・二世野村万作・野村万之介は兄弟、八世野村万蔵（五世野村万之丞）・九世野村万蔵・二世野村萬斎は甥。野村太一郎と六世野村万之丞は姪孫（兄・萬の孫）。

## 来歴
1936年、狂言師・六世野村万蔵（人間国宝、日本芸術院会員）の四男として東京で生まれる。
兄達が狂言師となる中でひとり能役者に進むべく、1952年（昭和27年）に二十五世観世元正に内弟子入門し、観世寿夫に師事。
1955年（昭和30年）に初シテ『俊成忠度』を演じ、1962年（昭和37年）に独立。以後観世流シテ方として活躍した。そして、晩年には能楽界の重鎮となった。
欧州・北米・インドなどで能楽の公演を行い世界各地への普及に貢献したことも特筆に値する。観世流職分として能楽界の後進を育成するかたわら、東京芸術大学音楽学部教授として能楽の研究を教え、さらにワシントン大学やハワイ大学などでも能楽指導にあたっている。
その一方で、舞台では古典の秘曲や大曲、あるいは復曲の能を数々上演するとともに、新作能の作曲・作舞・上演を精力的に行い、他流との共演や異分野の邦楽や洋楽との共演などといった新しい試みにも積極的に取り組んだ。2006年に日本芸術院賞を受賞。
2021年4月、観世宗家から顕著な功績のある能楽師に許される「雪号」を授与され、「幻雪」と名乗った。
2021年8月21日、発血管炎性肉芽腫症のため死去。満84歳没（享年86）。7月28日に催された、「東京2020オリンピック・パラリンピック能楽祭」での出演が生涯最後の舞台となった。

## 年表
- 1955年 - 初シテ『俊成忠度』
- 1962年 - 独立、以後観世流シテ方として活躍
- 1978年 - 重要無形文化財「能楽」保持者に認定（総合認定）、保持者の団体である日本能楽会会員となる
- 1987年 - 野村四郎の会『求塚』で文化庁芸術祭優秀賞
- 1994年 - 芸術選奨文部大臣賞
- 1998年 - 紫綬褒章
- 2003年 - 第25回観世寿夫記念法政大学能楽賞
- 2006年 - 2005年度（第62回）日本芸術院賞（近年の舞台活動に対して）
- 2016年 - 重要無形文化財「能シテ方」保持者に認定（各個認定、いわゆる人間国宝）
- 2018年 - 旭日小綬章[3]
- 2021年4月 - 野村幻雪に改名。
- 2021年8月 -満84歳（享年86）で死去。

## 主な舞台

### 能の古典の秘曲・大曲あるいは復曲能
- 『猩々乱』
- 『石橋』
- 『道成寺』
- 『恋重荷』
- 『砧』
- 『屋島大事』
- 『鷺』
- 『卒塔婆小町』
- 『鸚鵡小町』
- 『三輪 誓納』
- 『檜垣』
- 『姥捨』
- 『芭蕉 平調返』
- 『木曾 願書』

ほか

### 新作能
- 『実朝』（原作：高浜虚子）
- 『水底の感』（原作：夏目漱石）

### 異分野の邦楽との共演
- 『熊野の物語』
- 『相聞』
- 『竹取物語』
- 『賢治宇宙曼荼羅』
- 『スサノヲ』
- 『謡かたり隅田川』[注 1]
- 『葵上』（山田流箏曲による）

ほか

### 他流との共演
- 『隅田川』（宝生流と共演）

ほか

### オペラ演出と出演
- 『浦島』（原作：坪内逍遥）
- 『オルフェーオ』（作：モンテヴェルディ）

## 著作
- 『能を彩る文様の世界』北村哲郎共著、檜書店、1997年12月、ISBN 4827909458）
- 『仕舞入門講座』檜書店、2010年
- 『狂言の家に生まれた能役者』白水社、2015年
- 『芸の心　能狂言 終わりなき道』山本東次郎共著、笠井賢一編、藤原書店、2018年
- 『梅は匂ひよ 桜は花よ 人は心よ』笠井賢一編、藤原書店、2022年。遺著（野村幻雪名義）